# Journal of Personality and Social Psychology
O Journal of Personality and Social Psychology é um periódico científico mensal revisado por pares, publicado pela American Psychological Association, criada em 1965. Abrange os campos da psicologia social e da personalidade. Os editores-chefes são Shinobu Kitayama (Universidade de Michigan; Attitudes and Social Cognition), Kerry Kawakami (Universidade de York; Interpersonal Relations and Group Processes Section), e M. Lynne Cooper (Universidade de Missouri; Personality Processes and Individual Differences Section).

## Conteúdo
O foco da revista está em relatórios de pesquisa empírica; no entanto, trabalhos teóricos, metodológicos e de revisão especializados também são publicados. Os artigos geralmente envolvem uma longa introdução e revisão da literatura, seguidos por vários estudos relacionados que exploram diferentes aspectos de uma teoria ou testam várias hipóteses concorrentes. Alguns pesquisadores veem o requisito de múltiplas experiências como um fardo excessivo que atrasa a publicação de um trabalho valioso, mas esse requisito também ajuda a manter a impressão de que a pesquisa publicada no JPSP foi minuciosamente examinada e tem menor probabilidade de ser o resultado de um erro de tipo I ou um inexplorada confundem.  
O diário é dividido em três seções editadas independentemente. Atitudes e cognição social abordam os domínios do comportamento social em que a cognição desempenha um papel importante, incluindo a interface da cognição com comportamento, afeto e motivação manifestos. As relações interpessoais e os processos de grupo concentram-se nas características psicológicas e estruturais da interação em díades e grupos. Processos de personalidade e diferenças individuais publica pesquisas sobre todos os aspectos da psicologia da personalidade. Inclui estudos de diferenças individuais e processos básicos de comportamento, emoções, enfrentamento, saúde, motivação e outros fenômenos que refletem a personalidade.

## Abstração e indexação
A revista é resumida e indexada em:
- Academic ASAP
- Academic OneFile
- Academic Search Premier
- AgeLine
- Bibliography of Asian Studies
- Current Contents
- Current Index to Statistics
- Dietrich's Index Philosophicus
- FRANCIS
- Family Index
- Family Studies Abstracts
- Higher Education Abstracts
- InfoTrac
- International Bibliography of the Social Sciences
- MLA International Bibliography
- MEDLINE/PubMed
- Peace Research Abstracts Journal
- ProQuest
- PsycINFO
- Race Relations Abstracts
- Religion Index One
- Russian Academy of Sciences Bibliographies
- Scopus
- Social Sciences Citation Index
- Social Services Abstracts
- Social Work Abstracts
- SocINDEX
- Sociological Abstracts

Segundo o Journal Citation Reports, o periódico possui um fator de impacto de 5.733 em 2017, ocupando o 4º lugar em 64 periódicos na categoria "Psicologia Social".

## Replicabilidade
O JPSP é um dos periódicos analisados no Projeto de Reprodutibilidade da Open Science Collaboration após a publicação pelo JPSP de pesquisas questionáveis para viagens mentais no tempo (Bem, 2011).

## Na cultura popular
O autor de não ficção Malcolm Gladwell escreve com freqüência sobre os resultados relatados na revista.[carece de fontes?]Gladwell, ao ser perguntado onde ele gostaria de ser enterrado, respondeu: "Eu gostaria de ser enterrado na sala de periódicos atuais, talvez ao lado dos volumes não encadernados do Journal of Personality and Social Psychology (meu favorito Diário)."